# Barbut llagrimós
El barbut llagrimós (Tricholaema lacrymosa) és una espècie d'ocell de la família dels líbids (Lybiidae).
habita boscos d'acàcies, especialment a prop de l'aigua, a l'est i nord-est de la República Democràtica del Congo, extrem oriental de Sudan del Sud, Uganda i oest, centre i sud-est de Kenya, cap al sud, a través de Ruanda, Burundi i Tanzània fins al nord-est de Zàmbia.